# Masicera dumetorum
Masicera dumetorum är en tvåvingeart som beskrevs av Macquart 1851. Masicera dumetorum ingår i släktet Masicera och familjen parasitflugor.
Artens utbredningsområde är Frankrike. Inga underarter finns listade i Catalogue of Life.